# Кандико
Кандико је насеље у Италији у округу Ређо ди Калабрија, региону Калабрија.
Према процени из 2011. у насељу је живело 115 становника. Насеље се налази на надморској висини од 341 м.